# Великий Вододільний хребет
Великий Вододільний хребет (англ. Great Dividing Range) або Східно-Австралійські гори — найбільша гірська система Австралії і третя за довжиною гірська система у світі.

## Опис
Великий Вододільний хребет є одним з найважливіших географічних факторів в Австралії. Він відокремлює східне узбережжя від внутрішніх районів Австралії і значно впливає на клімат, розселення жителів, економіку і сільське господарство. Він також забезпечує дивовижне розмаїття місцевої флори і фауни, багато представників яких є ендеміками і не існують більше ніде на Землі.
Хребет проходить паралельно східному узбережжю Австралії, від мису Йорк на півострові Кейп-Йорк на півночі до Західної Вікторії на півдні. Острів Тасманія, який лежить ще південніше, також є частиною цього древнього гірського хребта. Довжина хребта приблизно 4000 км.
Гірська система утворилася у неоген-антропогені на місці денудованої палеозойської складчастої країни. Гори укладені загалом вапняками, гранітами, гнейсами, вулканічними породами. Відомі родовища нафти та газу, кам'яного і бурого вугілля, олова, поліметалічних руд, золота, міді, титаномагнетитових і монацитових пісків. Східні схили круті, сильно і глибоко розчленовані, західні схили полого переходять у горбисті передгір'я (даунси).
Північніше від 28° південної широти гори порівняно невисокі, досягають ширини 650 км. Берегові хребти висотою близько 1000 м і вулканічні плато відділені широкими поздовжніми котловинами від західного, нижчого водороздільного ланцюга з пологими вершинами. Південніше розташовані більш високі й монолітні гори. Виділяють хребти Нью-Інгленд, Гейстінгс, Ліверпул, Блакитні гори та Австралійські Альпи. Найвища точка Великого вододільного хребта і всієї Австралії — гора Косцюшко (2230 м). На схилах беруть початок численні річки, у тому числі найбільші на континенті — Муррей та Дарлінг. Рослинність — листопадно-вічнозелені та евкаліптові ліси (східні схили), савани, рідколісся, чагарники (західні схили Великого Вододільного хребта).
Хребет також є місцем існування для деяких дивних видів тварин і рослин, які існували ще за часів Гондвани. Wollemia nobilis, знайдена в ущелині Блакитних гір у 1994 році, є живим динозавром рослинного світу.

## Охорона природи
Значна частина Великого Вододільного хребта лежить в межах низки національних парків та інших резерватів, серед яких:
| - Національний парк Алпайн — VIC - Національний парк Балд-Рок — NSW - Національний парк Баррінгтон-Топс — NSW - Національний парк Бау — VIC - Національний парк Блу-Маунтінс — NSW - Національний парк Бордер-Рейндж — NSW - Національний парк Бриндабелла — NSW - Національний парк Брисбен-Рейндж — VIC - Національний парк Будуонг — NSW - Національний парк Буня-Маунтінс — QLD - Національний парк Барроуа-Пайн-Маунтін — VIC - Національний парк Катедрал-Рок — NSW - Національний парк Конондейл — QLD - Національний парк Куннаварра — NSW - Національний парк Данденонг — VIC | - Національний парк Деуа — NSW - Національний парк Дхараг — NSW - Національний парк Гібралтар-Рейндж — NSW - Національний парк Джірравін — QLD / NSW - Національний парк Гремпіанс — VIC - Національний парк Гай-Фокс-Рівер — NSW - Національний парк Гіткоут-Грейтаун - Національний парк Канангра-Бойд — NSW - Національний парк Косцюшко — NSW - Національний парк Лейк-Ейлдон — VIC - Національний парк Ламігтон — QLD - Національний парк Мортон — NSW - Національний парк Маунт-Баффало — VIC - Національний парк Галф-Маммел — NSW - Національний парк Намаджі — ACT | - Національний парк Наттай — NSW - Національний парк Нью-Інгленд — NSW - Національний парк Ноуендок — NSW - Національний парк Окслі-Вілд-Ріверс — NSW - Національний парк Сноуі-Рівер — VIC - Національний парк Саут-Іст-Форестс — NSW - Національний парк Спрінгбрук — QLD - Національний парк Сандаун — QLD - Національний парк Тунумбар — NSW - Національний парк Волбіліга — NSW - Національний парк Вошпул — NSW - Національний парк Воллемі — NSW - Національний парк Ярра-Рейнджес — VIC - Національний парк Йєнго — NSW |

Позначення: QLD — Квінсленд, VIC — Вікторія, NSW — Новий Південний Уельс, ACT — Столична територія.

## Міста
Великі міста, розташовані на підвищених ділянках Великого Вододільного хребта, включають столицю країни Канберру і зовнішні передмістя Сіднея, Мельбурна, Брисбена і Кернса. Тут також розташовані міста: Гоулберн, Кума, Джиндабайн, Катумба, Баурал, Бетгерст, Орандж, Армідейл, Скон, Гайра, Тентерфілд (Новий Південний Уельс), Кабулчер, Тувумба, Станторп, Ворік, Кінгарой, Моранба, Білоїла, Атертон, Маріба (Квінсленд), Гісборн, Балларат, Арарат (Вікторія).
Багато міст і містечок розташовані у низинних районах і передгір'ях, прилеглих до гірської місцевості.

## Галерея

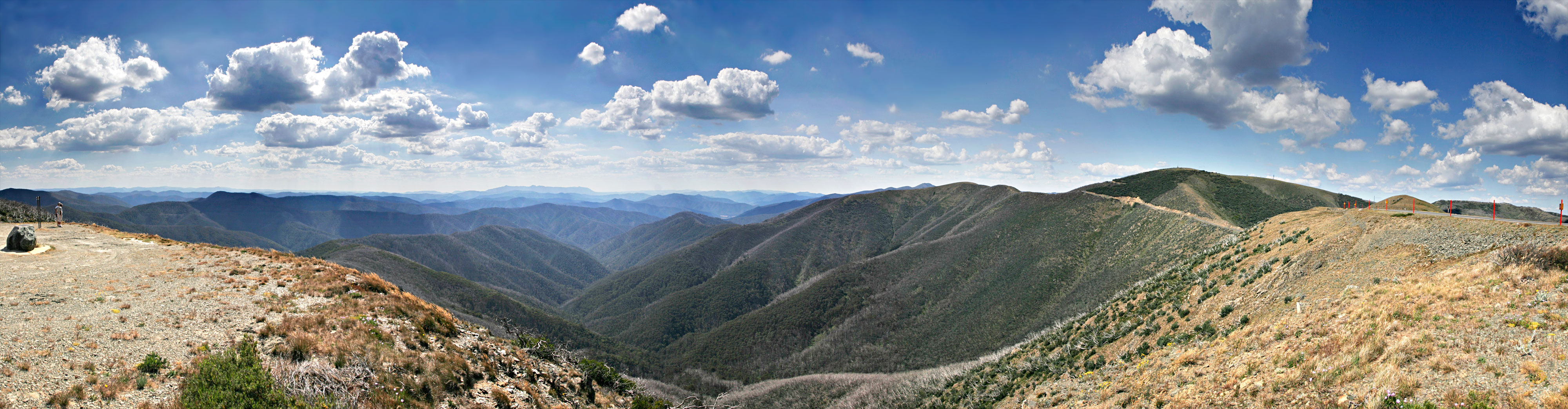
Великий Вододільний хребет біля гори Готем (Вікторія)

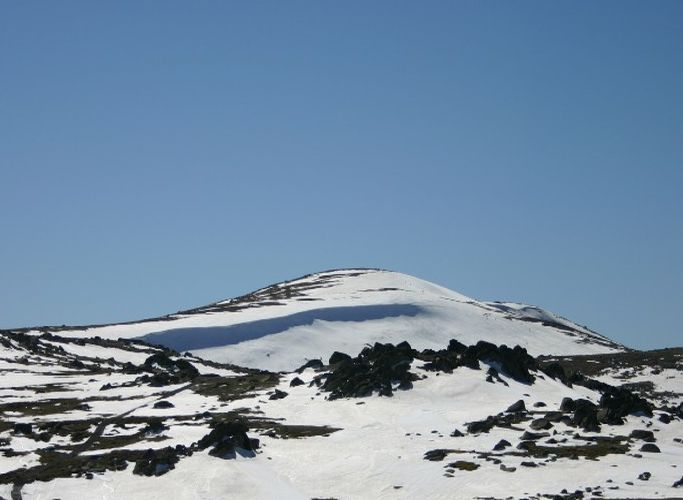
Гора Косцюшко — найвища вершина Австралії
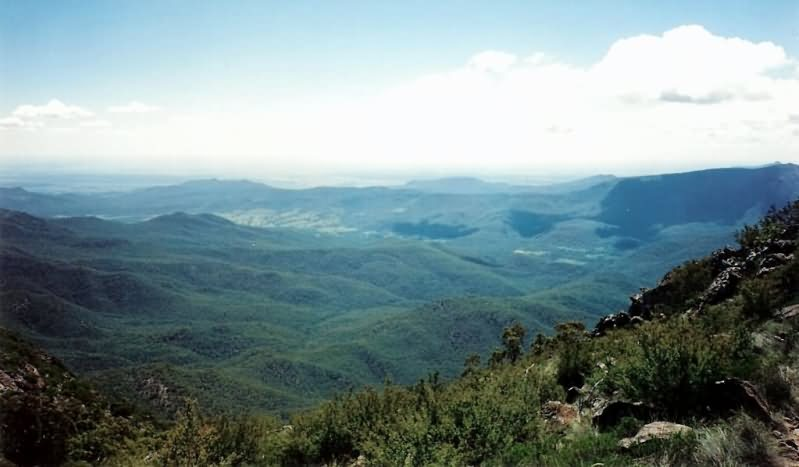
Вид на ліси біля підніжжя гори Капутар
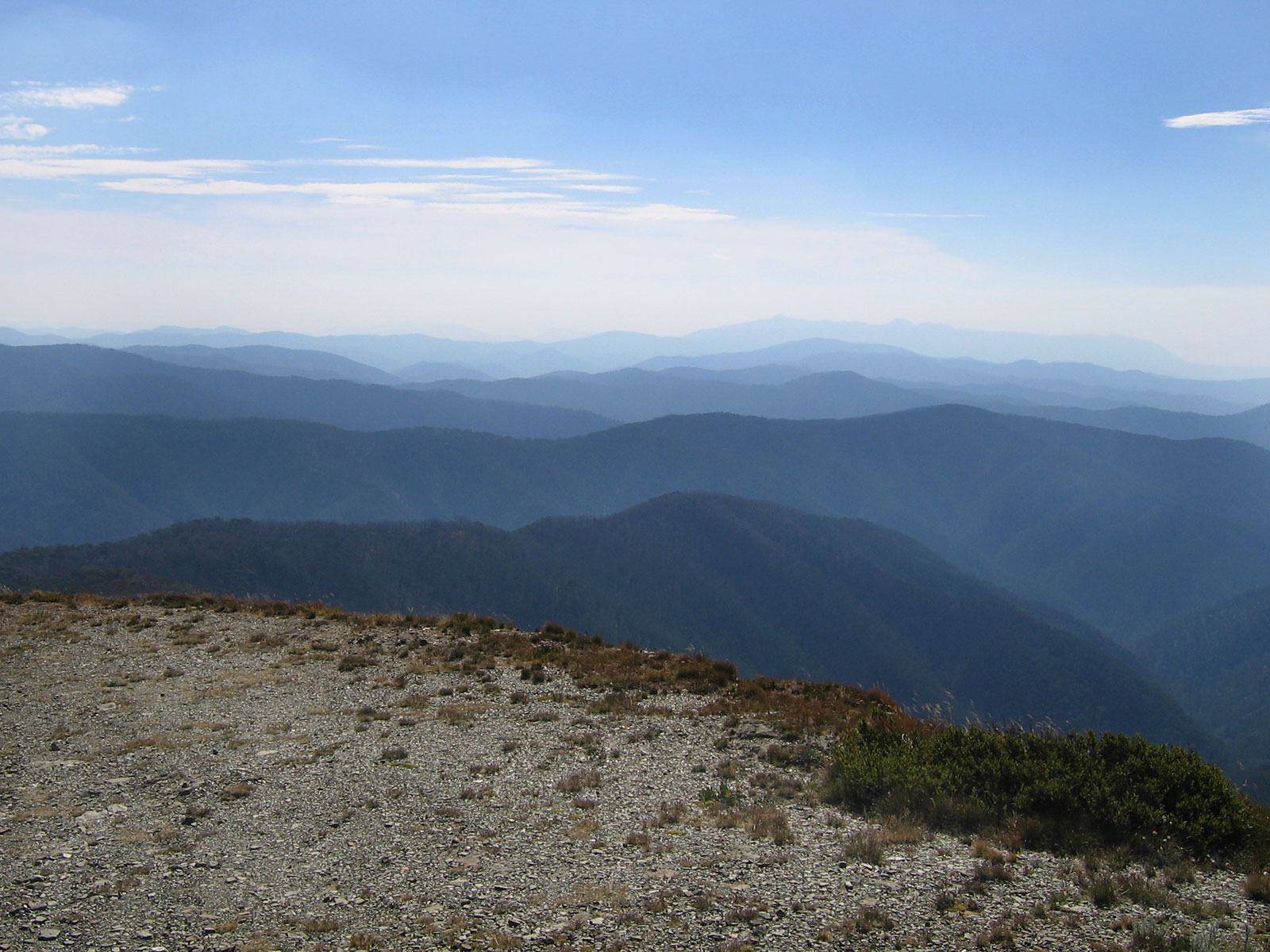
Австралійські Альпи
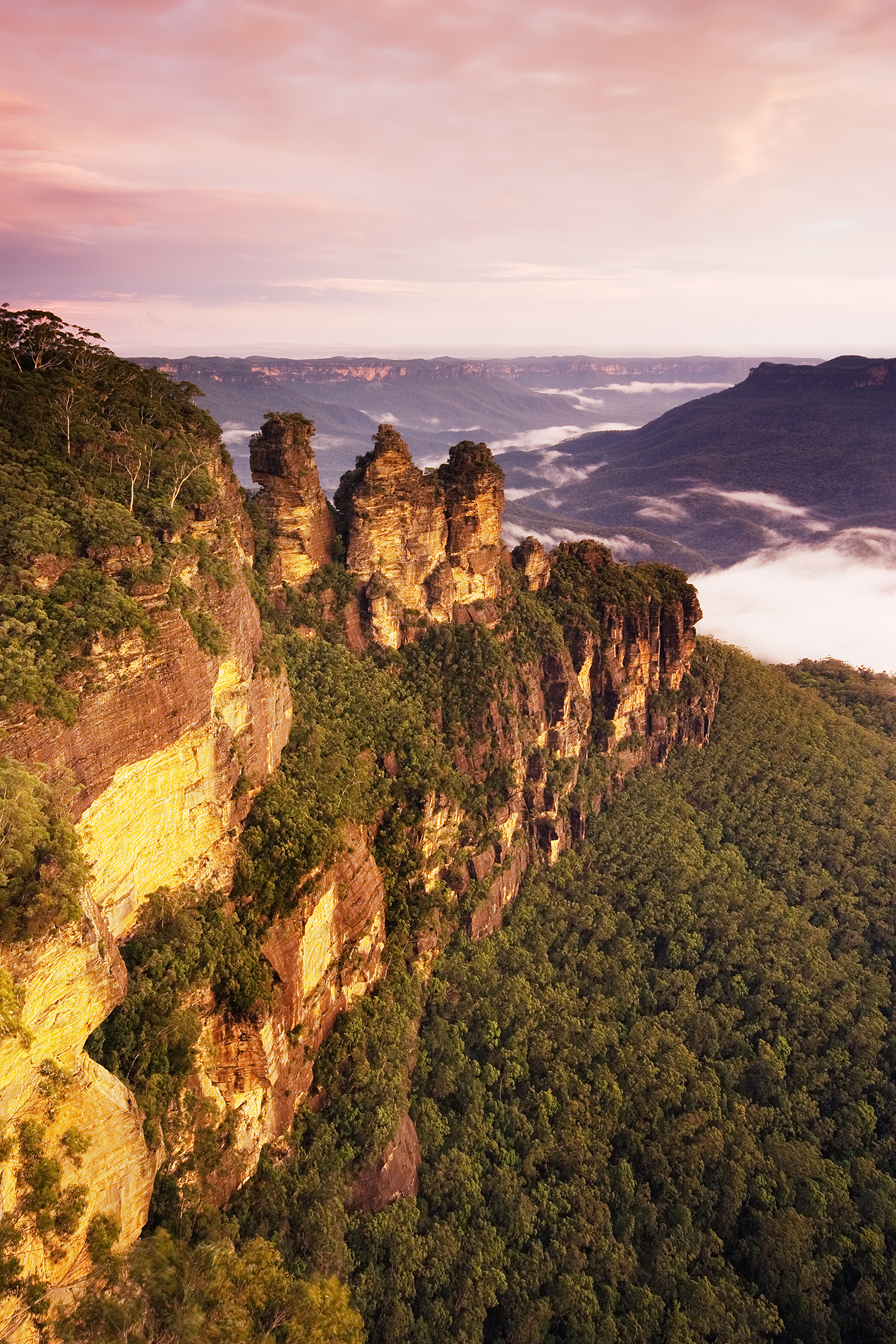
Блакитні гори